# Mili Smith
Mili Smith, née le 1er mars 1998 à Perth, est une curleuse écossaise. 

## Carrière
Mili est la sœur de Kyle Smith, capitaine de l'équipe britannique aux Jeux olympiques d'hiver de 2018. En 2021, elle est diplômée de l'Université de Stirling avec un baccalauréat en psychologie.
En junior, elle participe aux Jeux olympiques de la jeunesse d'hiver de 2016 au tournoi par équipe mixte où les britanniques termine 5e au classement général. Dans l'épreuve de double mixte, Smith à pour partenaire le Sud-Coréen Hong Yun-jeong mais sont éléiminé après avoir perdu leur premier match. En 2017, intégrant l'équipe de Sophie Jackson, elle participe aux Championnats du monde juniors de curling 2017 où elle remporte la médaille d'argent.
En 2019, elle reste dans l'équipe Jackson mais particpent dorénavant aux tournois séniors ; l'équipe remporte le championnat écossais 2019, battant notamment l'équipe multi-victorieuse d'Eve Muirhead en finale. L'équipe a alors pu disputé les Universiade d'hiver de 2019 avec une quatrième place mais aussi le Championnat du monde de curling féminin 2019 alors que la fédération avait plutôt émis le souhait de faire confiance à Muirhead. Malheureusement, l’équipe sombre en phase de qualification avec une 10e place.
Elle concoure pour la première fois avec l'équipe nationale féminin lors du championnat d'Europe en novembre 2021 et l'équipe est sacrée championne d'Europe face à la Suède.
Lors du jeux olympiques de 2022 à Pékin, l’équipe féminine britannique remporte le tournoi face au Japon, Mili Smith étant remplaçante. 